# 優旃
優旃是一個叫作「旃」的秦國歌舞藝人，善於說笑話，其蘊含著深刻的道理；個子非常矮小。

## 生平
他悲天憫人，擅長說笑話且都能合乎大道理；看到侍衛受風寒，就想辦法搞笑，使秦始皇讓他們能以輪班來減輕工作份量，也勸秦始皇不宜擴大獵場造成國力損耗；反對剝削民脂民膏，說服秦二世終止油漆長城的計劃；由此可見優旃是個懂得觀察人民的人，適時對皇帝提出建言使人民的生活能過得更好，並避免掉腐敗朝廷所作出的愚蠢決策。
他長於用反諷法來向主政者建言以造福人民。優旃生為歌舞藝人，天性幽默，且深知秦始皇的為人。因此善於以反面論述來突顯自己所要表達的主題，讓秦始皇在玩笑話中，也能體會施政方向的錯誤。對秦始皇這種強硬派作風的皇帝來說，是十分有用的。不以正面交鋒來指出皇帝的錯誤之處，而是以反面溫和柔軟的手段來達到自己想要的目的，正是優旃厲害之處。

## 延伸阅读
[在维基数据编辑]
 《史記/卷126》，出自司馬遷《史記》